# Викос
Ущелье (каньон) Викос (греч. Φαράγγι του Βίκου) — ущелье в Греции. Расположено на южном склоне горы Тимфи, в национальном парке в горах Пинд, в номе Янине на северо-востоке периферии Эпира. В длину достигает 20 километров, глубина от 450 до 1600 метров, а ширина от 400 до пары метров в самых узких местах.
Викос занесено в Книгу рекордов Гиннесса, как самое глубокое ущелье в мире. При этом учитывается, что ущелья отличаются от каньонов по некоторым параметрам, например, по соотношению ширина/глубина.

## Расположение
Находится в центре национального парка Викос-Аоос, регионе Загори. Своё начало берёт между деревнями Монодендрион и Кукулион, а заканчивается в районе деревни Викос. К ущелью относятся и маленькие речки впадающие в реку Войдоматис, формирующую ущелье. Большая часть Войдоматис разливается сезонно, а постоянно река течёт лишь в самой нижней части ущелья. Для учёных Викос представляет большой интерес из-за сохранившихся почти не тронутыми экосистем и их редких видов.

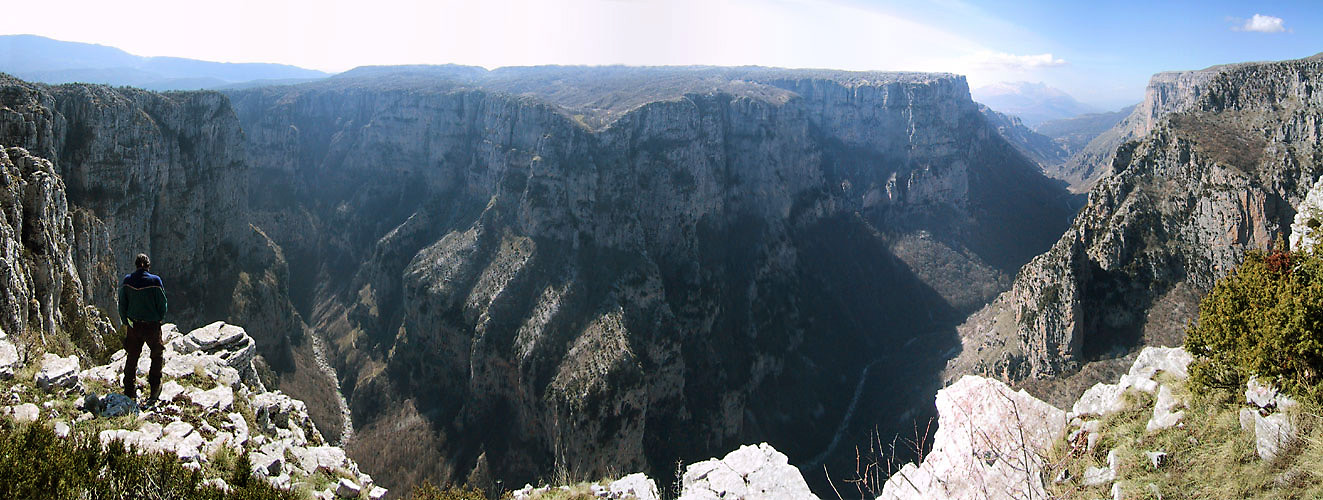
Панорама ущелья.

## Геоморфология
Ущелье растянулось на 20 километров, 12 из которых, относящихся к зоне заповедника, характеризуются разнообразным рельефом и перепадами высот. Крутые склоны и обрывистые скалистые утёсы преобладают на средних уровнях. Многочисленные овраги рассекают обе стороны ущелья, а водные стоки создают осыпи каменистого грунта. Основное направление с северо-запада на юго-восток, ущелье вымывалось рекой Войдоматис (приток Аооса) миллионы лет. Уровень вод в реке зависит от времени года, большую часть которого вода есть только в самой нижней части ущелья. У Викос хорошо видно структуру, видны различные возрастные пласты. Верхние слои состоят из известняковых образований, нижние из сирого доломита. Для известняка характерно при вымывание водой образование щелочей. Поскольку известняк растворяется вода просачивается через поверхность и образуется дренажная система с пещерами и каналами, которые увеличиваются со временем. Позднее они рушатся и перпендикулярно склонам образуются скалистые обнажения. Именно поэтому вода редко течёт по поверхности, и лишь когда она не может размыть грунт разливается поверх.

## Отдых и туризм
Существует естественная смотровая площадка над самой глубокой частью ущелья в Оксии (Οξυά). Она находится в трёх километрах по новой дороге от Монодендриона. Ещё одна обзорная площадка с видом на ущелье находится в Белои (Μπελόη), на восточной стороне ущелья, туда можно подняться от деревни Врадетон.
Основной туристический маршрут — спуск по тропе из Монодендриона. Затем тропа ведёт на север через ущелье, мимо ключей до реки Войдоматис. Далее тропа ведёт к выходу из ущелья у деревни Папингона, на северной стороне, или в деревню Викос на южной стороне. Также возможно пройти на юг от Монодендриона до каменного моста XVIII века возле Кипи.

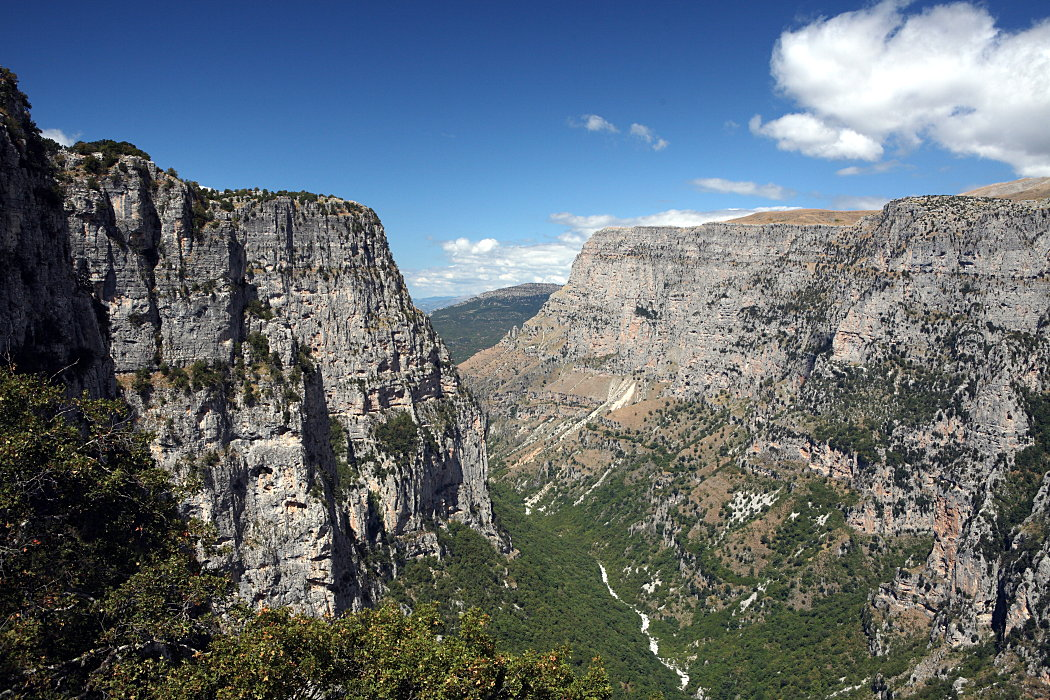
Ущелье Викос
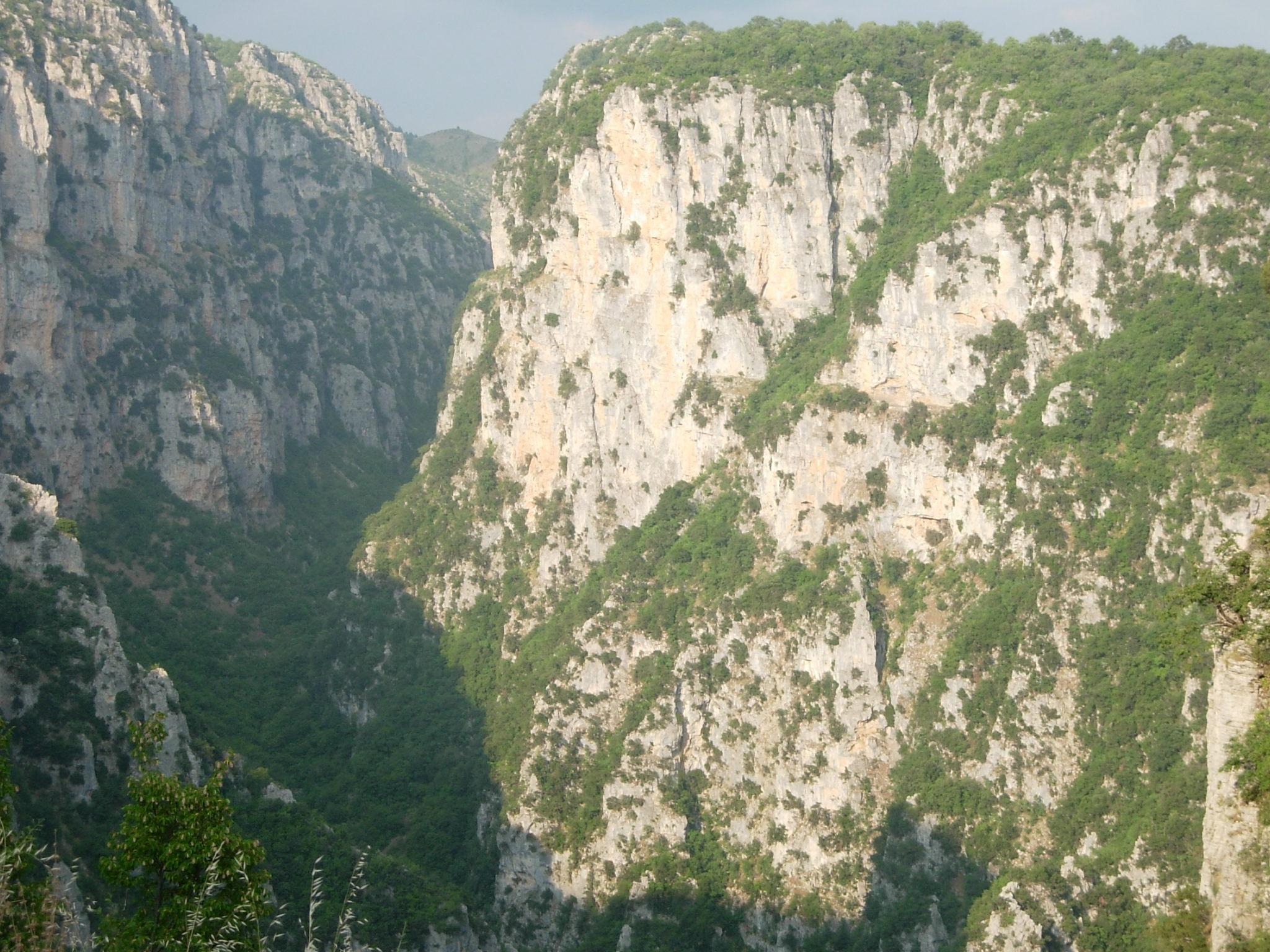
Ущелье Викос
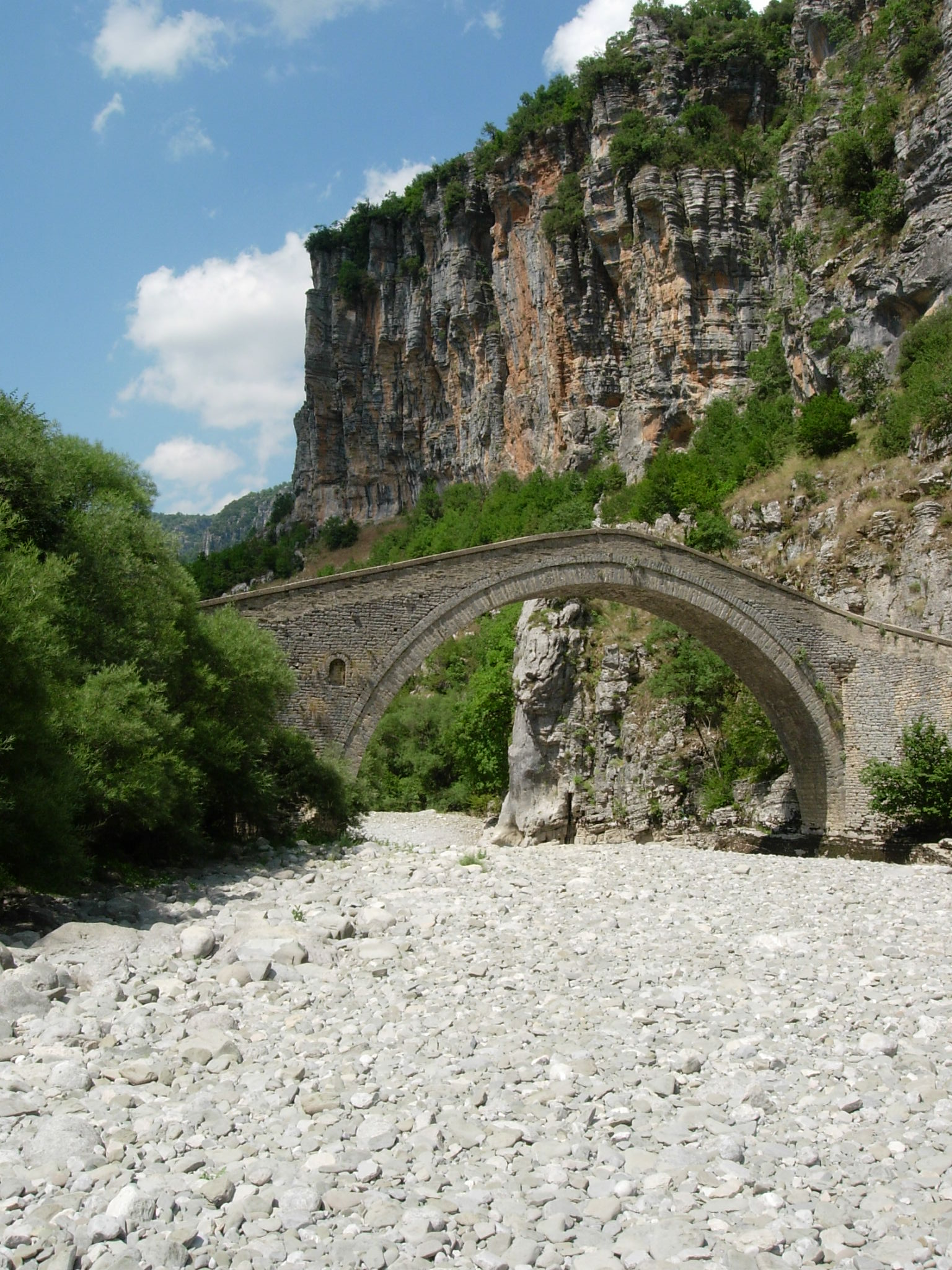
Мост через Войдоматис
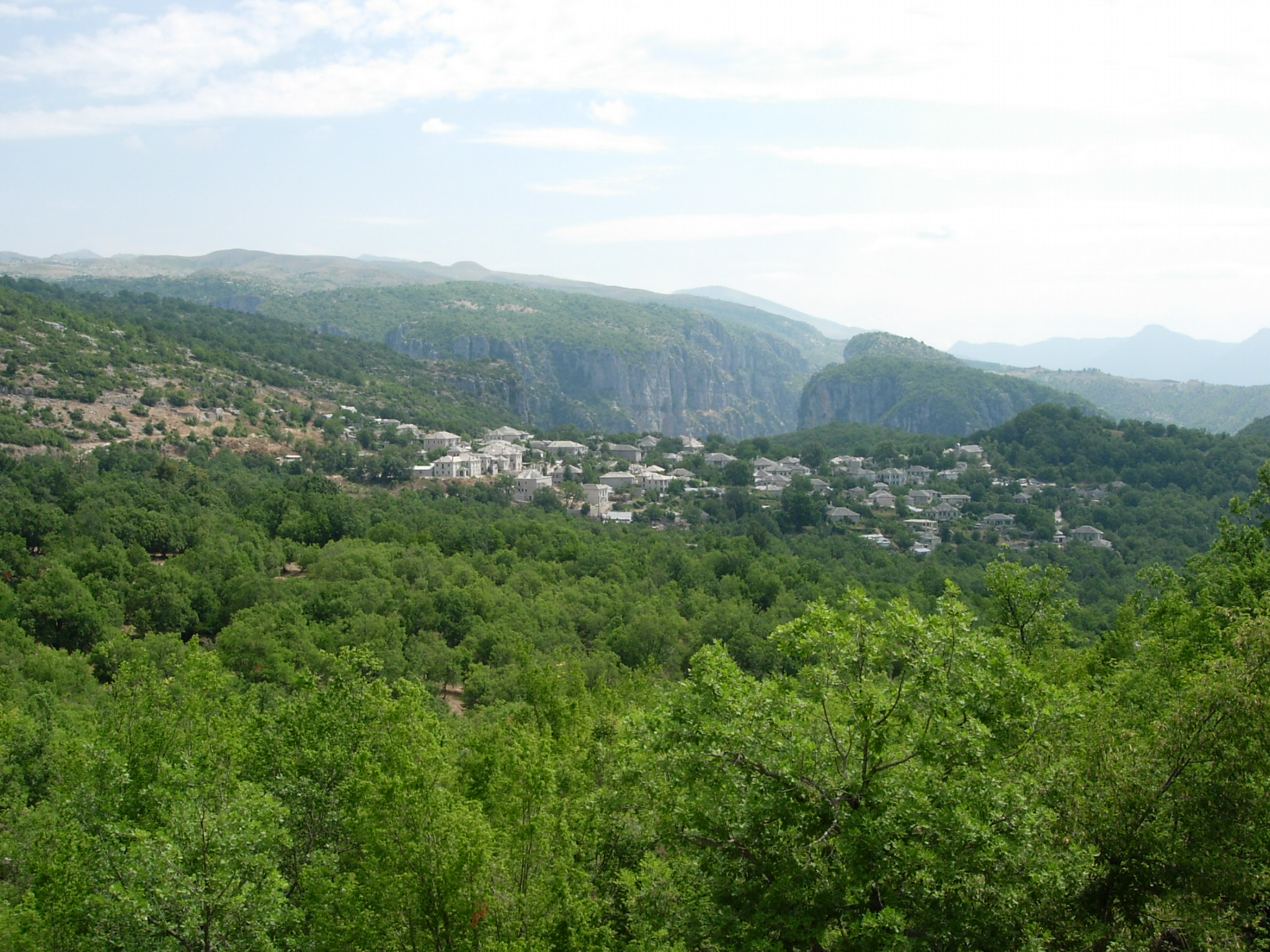
Деревня Монодендрион[греч.]